# JBLスーパーリーグ 2002-03
JBLスーパーリーグ 2002-03は、2002年から2003年にかけて開催されたJBLスーパーリーグである。

## 参加チーム
- 日立サンロッカーズ
- 東芝ブレイブサンダース
- トヨタ自動車アルバルク
- 新潟アルビレックス
- オーエスジーフェニックス
- アイシン精機アイシンシーホース
- 三菱電機メルコドルフィンズ
- 松下電器パナソニックスーパーカンガルーズ

前シーズン限りで休部となったいすゞ自動車ギガキャッツ及びボッシュブルーウィンズに代わり前シーズン日本リーグ上位の新潟とオーエスジーが加わった。

## 結果

### レギュラーシーズン順位
| 順位 | チーム名                                 | 成績     | 勝率 |
| ---- | ---------------------------------------- | -------- | ---- |
| 1    | アイシン精機アイシンシーホース           | 18勝3敗  | .857 |
| 2    | トヨタ自動車アルバルク                   | 15勝6敗  | .714 |
| 3    | 東芝ブレイブサンダース                   | 12勝9敗  | .571 |
| 4    | 松下電器パナソニックスーパーカンガルーズ | 11勝10敗 | .524 |
| 5    | 三菱電機メルコドルフィンズ               | 9勝12敗  | .429 |
| 6    | 新潟アルビレックス                       | 9勝12敗  | .429 |
| 7    | 日立サンロッカーズ                       | 8勝13敗  | .381 |
| 8    | オーエスジーフェニックス                 | 2勝19敗  | .095 |

### プレーオフ
セミファイナル
| 戦 | 勝者                                   | スコア | 敗者                                             |
| -- | -------------------------------------- | ------ | ------------------------------------------------ |
| 1  | トヨタ自動車アルバルク レギュラー・2位 | 85-81  | 東芝ブレイブサンダース 同・3位                   |
| 2  | トヨタ自動車アルバルク レギュラー・2位 | 85-78  | 東芝ブレイブサンダース 同・3位                   |
| 1  | アイシン精機アイシンシーホース 同・1位 | 111-88 | 松下電器パナソニックスーパーカンガルーズ 同・4位 |
| 2  | アイシン精機アイシンシーホース 同・1位 | 97-72  | 松下電器パナソニックスーパーカンガルーズ 同・4位 |

ファイナル
| 戦 | 優勝                           | スコア | 準優勝                 |
| -- | ------------------------------ | ------ | ---------------------- |
| 1  | アイシン精機アイシンシーホース | 85-82  | トヨタ自動車アルバルク |
| 2  | アイシン精機アイシンシーホース | 73-65  | トヨタ自動車アルバルク |

### 最終順位
| 順位 | チーム名                                 |
| ---- | ---------------------------------------- |
| 1    | アイシン精機アイシンシーホース           |
| 2    | トヨタ自動車アルバルク                   |
| 3    | 東芝ブレイブサンダース                   |
| 4    | 松下電器パナソニックスーパーカンガルーズ |
| 5    | 三菱電機メルコドルフィンズ               |
| 6    | 新潟アルビレックス                       |
| 7    | 日立サンロッカーズ                       |
| 8    | オーエスジーフェニックス                 |

## JBLアウォード
MVP
- 後藤正規（アイシン精機）

ルーキーオブザイヤー
- 田臥勇太（トヨタ自動車）

コーチ・オブ・ザ・イヤー
- 鈴木貴美一（アイシン精機）

ベスト5
- PG 佐古賢一（アイシン精機）
- SG 後藤正規（アイシン精機）
- SF 折茂武彦（トヨタ自動車）
- PF デビット・ブース（松下電器）
- C ジェイアール・ヘンダーソン（アイシン精機）